# Eskridge
Eskridge is een plaats (city) in de Amerikaanse staat Kansas, en valt bestuurlijk gezien onder Wabaunsee County.

## Demografie
Bij de volkstelling in 2000 werd het aantal inwoners vastgesteld op 589.
In 2006 is het aantal inwoners door het United States Census Bureau geschat op 567, een daling van 22 (-3,7%).

## Geografie
Volgens het United States Census Bureau beslaat de plaats een oppervlakte van
1,3 km², geheel bestaande uit land. Eskridge ligt op ongeveer 366 m boven zeeniveau.

## Plaatsen in de nabije omgeving
De onderstaande figuur toont nabijgelegen plaatsen in een straal van 24 km rond Eskridge.